# Roman Línek
Roman Línek (* 6. října 1963 Pardubice) je český politik, náměstek hejtmana Pardubického kraje pověřený jeho zastupováním a předseda Krajského výboru KDU-ČSL Pardubického kraje (od 1999). Je předsedou Správní rady Univerzity Pardubice (od 2009) a členem Výboru regionů EU v Bruselu. V minulosti zastával funkce hejtmana Pardubického kraje (2000–2004) a 1. místopředsedy KDU-ČSL (2006–2009).

## Život
Vysokoškolské studium ukončil v roce 1986 na Stavební fakultě ČVUT v Praze. Od roku 1994 do roku 1996 byl předsedou představenstva a.s. Přístav Pardubice. V letech 1996–1998 působil na Ministerstvu pro místní rozvoj jako náměstek zodpovědný za regionální politiku, cestovní ruch a evropskou integraci. Poté se vrátil do Pardubic, kde byl dva roky vedoucím referátu regionálního rozvoje Okresního úřadu Pardubice, v roce 1999 se stal předsedou KV KDU-ČSL.
V roce 1996 absolvoval ještě dvousemestrální postgraduální studium pro manažery na European Business School Praha. Je ženatý a s manželkou Šárkou mají dvě dcery, Marietu a Sandru. Ovládá němčinu, angličtinu a ruštinu. Vedle toho je čestným členem Výkonného výboru krajského sdružení dobrovolných hasičů, členem Klubu přátel Pardubicka, zakládajícím členem spolku pro vznik Evropského spolkového domu v Pardubicích a také zakládajícím členem charitativní organizace Lions klub Pardubice.
V roce 2009 obdržel z rukou královéhradeckého biskupa Dominika Duky pamětní medaili „za dlouholetou podporu církevních projektů a příkladnou spolupráci regionální samosprávy s církví“.
Je laureátem Ceny PŘÍSTAV, kterou mu v roce 2010 udělila Česká rada dětí a mládeže za podporu mimoškolní práce s dětmi a mládeží.

## Politické působení
V prosinci 1989 se stal členem KDU-ČSL, v letech 1990–1998 ji reprezentoval v Zastupitelstvu města Pardubice. V první polovině tohoto období (1991–1994) současně působil jako náměstek primátora pro rozvoj města Pardubice (vznik a založení aktivit typu: Free Zone, smíšený provoz na letišti, Evropský spolkový dům, atd.).
V roce 2000 se stal krajským lídrem Čtyřkoalice a po jejím vítězství ve volbách se ziskem 29,37 % hlasů prvním hejtmanem Pardubického kraje. Tento úřad zastával až do krajských voleb v roce 2004, v letech 2004 až 2009 byl prvním náměstkem hejtmana. V letech 2006–2008 řídil kraj místo těžce nemocného a později zemřelého hejtmana Michala Rabase. V letech 2003–2006 byl místopředsedou a v letech 2006–2009 prvním místopředsedou KDU-ČSL. Od roku 2000 do roku 2004 zastával post místopředsedy Asociace krajů ČR, byl členem Vědecké rady Univerzity Pardubice a Národní delegace pozorovatelů ve Výboru regionů Evropské unie. V krajských volbách v roce 2008 byl jako lídr kandidátky uskupení „Koalice pro Pardubický kraj“ (tj. KDU-ČSL, hnutí Nestraníci a SNK ED) opět zvolen do zastupitelstva kraje.
V krajských volbách v roce 2012 kandidoval do Zastupitelstva Pardubického kraje jako lídr kandidátky „Koalice pro Pardubický kraj“ (tj. KDU-ČSL, hnutí Nestraníci a SNK ED). Mandát zastupitele kraje se mu podařilo obhájit.
Na sjezdu KDU-ČSL v Olomouci byl 8. června 2013 zvolen místopředsedou strany, funkci zastával do května 2015.
V krajských volbách v roce 2016 byl lídrem uskupení „Koalice pro Pardubický kraj“, kterou tvořili KDU-ČSL, Nestraníci a SNK ED, mandát krajského zastupitele se mu podařilo obhájit. Dne 21. října 2016 byl opět zvolen 1. náměstkem hejtmana Pardubického kraje, na starosti měl investice, majetek, ale také kulturu.
V krajských volbách v roce 2020 byl opět lídrem uskupení „Koalice pro Pardubický kraj“, které tvořili KDU-ČSL, hnutí Nestraníci a SNK ED, mandát se mu podařilo opět obhájit. V říjnu 2020 se pak navíc stal řadovým náměstkem hejtmana.
V krajských volbách v září 2024 obhájil jako člen KDU-ČSL post zastupitele Pardubického kraje, a to na kandidátní listině uskupení „Koalice pro Pardubický kraj“ (tj. KDU-ČSL, SNK ED a Nestran.). V říjnu 2024 se pak stal radním pro regionální rozvoj, evropské fondy a kulturu.